# Úřad pro kontrolu potravin a léčiv
Úřad pro kontrolu potravin a léčiv (anglicky Food and Drug Administration, FDA) je vládní agentura Spojených států amerických, resortu zdraví a služeb (United States Department of Health and Human Services), která je zodpovědná za kontrolu a regulaci potravin, doplňků stravy, léčiv (pro lidi i zvířata), kosmetických přípravků, lékařských přístrojů a biofarmaceutických a krevních produktů v USA. Kromě toho má pravomoce ve vynucování i některých jiných zákonů, zejména zákona o službě veřejného zdraví (Public Health Service Act) sekce 361. Ve fiskálním roce 2008 tato vládní agentura operovala s ročním rozpočtem o objemu 2,1 mld dolarů.

## Historie
Food and Drug Administration se formovala postupným legislativním procesem, který začal již někdy na začátku 19. století a ve kterém krok za krokem nahradila nebo se spojila s některými předchozími úřady kontrolující potraviny a léčiva. Formálně tato organizace vznikla roku 1906, za funkčního období Theodora Roosevelta, a to exekutivním nařízením Food and Drug Act of 1906. V roce 1938 díky zákonu o potravinách, lécích a kosmetice (Food, Drug, and Cosmetic Act) prezident F. D. Roosevelt výrazně rozšířil její regulační moc. V letech 1959–1985 rostl její vliv coby autority pro schvalování potravin a léčiv předtím, než se začnou prodávat. V posledních několika letech věnuje část svých kapacit i monitoringu některých produktů (zejména léků na předpis) i poté, co vstoupí do oběhu.

## Organizace
V čele Úřadu pro kontrolu potravin a léčiv stojí „komisař pro potraviny a léčiva“ (Commissioner of Food and Drugs), jenž je do úřadu jmenován prezidentem. V současné době je to Norman Sharpless.
Správa potravin a léčiv se skládá ze dvou úřadů:
- Úřad komisaře
- Úřad regulatorních záležitostí

a sedmi středisek:
- Středisko hodnocení léčiv a výzkumu
- Středisko pro tabákové výrobky
- Středisko pro biologického hodnocení a výzkumu
- Středisko pro bezpečnost potravin a užité výživy
- Středisko zařízení a radiologického zdraví
- Středisko pro veterinární medicínu
- Národní středisko toxikologického výzkumu

## Objem zboží, jež je předmětem regulace
Úřad pro kontrolu potravin a léčiv kontroluje zboží v souhrnném objemu více než jednoho bilionu dolarů – celkem asi 25 % spotřebitelských výdajů. To zahrnuje 466 mld v oblasti potravin, 275 mld v oblasti léčiv, 60 mld u kosmetiky a 18 u vitamínů a potravinových doplňků.

## Kritika
Tato organizace se za dlouhou dobu své existence nevyhla ani kontroverzím, stížnostem na ni a kritice. Zpráva Institutu medicíny z roku 2006 o farmaceutické regulaci ve Spojených státech našla závažná pochybení v současném systému, který FDA ve schvalování léčiv používá.
Devět vědců z FDA si stěžovalo Baracku Obamovi (ještě v době jeho předvolební kampaně) na praktiky během funkčního období prezidenta George W. Bushe jako manipulace s daty, konflikt zájmů s farmaceutickým průmyslem a vedení pod současným managementem charakterizovalo jako zkorumpované a vystavující Američany rizikům.
FDA v roce 1983 schválila používání aspartamu (umělé sladidlo). Zároveň zveřejnila 92 škodlivých účinků při jeho konzumaci, například Alzheimerovu chorobu, rakovinu mozku, ztrátu paměti, poruchy vidění, Parkinsonovu nemoc, poruchy plodu u těhotných žen a smrt. Piloti aspartam nesmí užívat.[zdroj?]